# Apišal

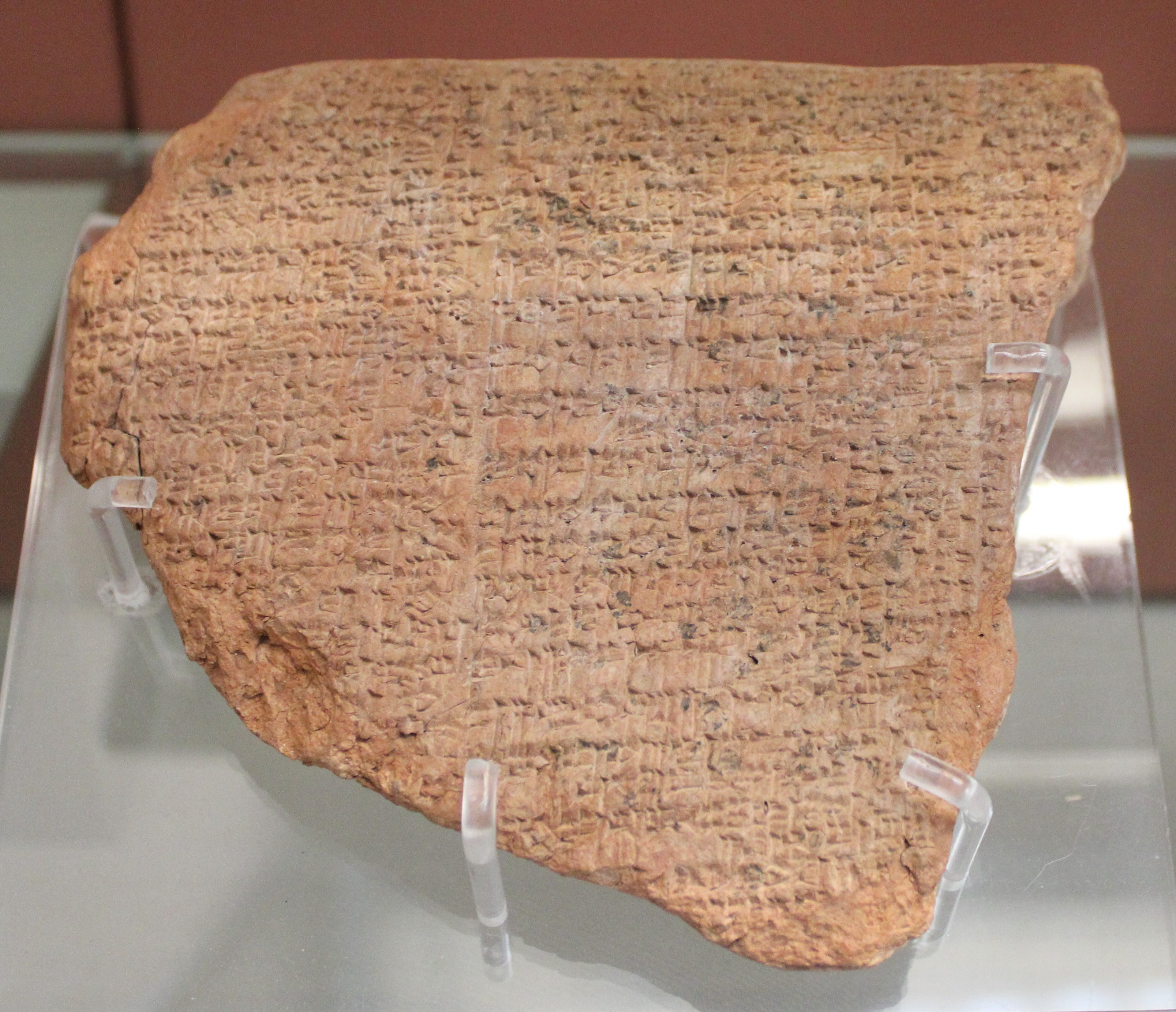
Tauleta d'argila amb text cuneiforme narrant la campanya de Naram-Sin a Apišal

Apišal va ser una ciutat estat de Mesopotàmia situada al nord-oest d'Accad, sotmesa per Sargon I d'Accad.
Un poema accadi del segon mil·lenni explica que diferents ciutats de Mesopotàmia es van sublevar contra Naram-Sin d'Accàdia al començament del seu regnat l'any 2260 aC. Les ciutats eren Kix, Kutha, Kazallu, Marad, Umma, Nippur, Uruk, Sippar, els països de Magan, els regnes elamites (Warakshe -que les inscripcions anomenen Parahsum), Awan, Anshan, Xeriku (anomenat Sirihum), Mardaman i segurament també Zahara o Zakhara (potser Apirak), el país de Simurrum, Namar, Apišal i Mari. Encara que el relat diu que totes les revoltes van ser simultànies és possible que no ho fossin, i que hi haguessin participat altres estats en el transcurs dels anys. Però Naram-Sin les va derrotar totes i va conservar l'imperi unit.